# 肯尼思·布雷思韦特
肯尼思·布雷思韦特（英語：Kenneth Braithwaite；1960年—），生于美国密歇根州利沃尼亚，是美国政治人物、外交官、商人、美国海军军官，曾出任第77任美国海军部长、第31任美国驻挪威大使。

## 生平
1960年，肯尼思·布雷思韦特出生在美国密歇根州利沃尼亚。1984年，他取得美国海军学院的理学士学位。1995年又取得宾夕法尼亚大学的公共行政硕士学位。
美国总统唐纳德·特朗普提名他为美国驻挪威大使。2017年12月21日获得美国国会参议院表决通过。
2020年3月，美国总统唐纳德·特朗普提名他出任美国海军部长，5月21日美国国会参议院表决其出任美国海军部长的提名，5月29日正式就职。

## 家庭
肯尼思·布雷思韦特和妻子梅丽莎有一子一女，女儿叫格蕾丝，儿子叫哈里森。